# Lappan Verlag
Der Lappan Verlag ist ein Verlag mit Sitz in Oldenburg (Oldb.) und mit Schwerpunkt auf Cartoons, Geschenkbücher und Kalender, der zur Carlsen Verlag GmbH gehört. Seit Gründung 1983 hat sich der Lappan Verlag zum erfolgreichsten Verlag für Cartoon und Humor in Deutschland entwickelt. Zum Programm des Lappan Verlags gehören die Werke von rund 200 Zeichnern und Autoren.

## Name
Der Verlagsname leitet sich vom Glockenturm Lappan ab, einem der Wahrzeichen Oldenburgs.

## Geschichte
Der Lappan Verlag wurde am 3. September 1983 als GmbH in Oldenburg durch sechs Gesellschafter gegründet. Mitbegründer war Dieter Schwalm zusammen mit vier weiteren Gesellschaftern aus dem im selben Jahr in Konkurs gegangenen Stalling Verlag (Oldenburg). Ein kleiner Teil des Stalling-Programmes konnte übernommen werden, darunter der Comic-Longseller „Nick Knatterton“ und der Bilderbuchklassiker „Der kleine Häwelmann“ in der Originalausgabe mit Bildern von Else Wenz-Vietor.
1984 erschien im Lappan Verlag das erste Frühjahrsprogramm unter anderem mit „Ach du dicker Hund!“, dem ersten Buch von Uli Stein. Weitere Autoren der ersten Stunde waren u. a. Eva Heller, Volker Ernsting und Erich Rauschenbach. Uli Stein gilt mit mehr als 12 Millionen verkauften Exemplaren bis heute als erfolgreichster Autor des Lappan Verlags.
Neben der Herausgabe erster Cartoon-Geschenkbände von Peter Butschkow startete 1992 auch die Zusammenarbeit mit der Cartoonfabrik Köpenick Berlin, mit der gemeinsam Ausstellungskataloge veröffentlicht wurden. 1994 erschienen die Bilderbuch-Serie „Nulli und Priesemut“ von Matthias Sodtke sowie das erfolgreichste Bilderbuch des Verlages, „Die wahre Geschichte von allen Farben“ von Eva Heller. Zwei Jahre später trennte der Lappan Verlag seine halbjährlichen Programmvorschauen thematisch in „Bilderbücher“ und „Cartoons und Geschenkbücher“.
Im Jahr 1996 erweiterte Lappan sein Programm um Textbände. Außerdem entwickelte sich Jutta Bauers Geschenkbuch „Selma“ zum Bestseller mit heute über 400.000 verkauften Exemplaren in vielen verschiedenen Ausgaben zum Bestseller und wurde mit über 20 Lizenzausgaben der Exportschlager des Verlages. 1998 begann die Zusammenarbeit mit dem Stern. Es wurden Bücher und Kalender von Haderer, Tetsche und Til Mette veröffentlicht. Ebenfalls 1998 übernahm Lappan den Fackelträger-Verlag (Hannover) mit Autoren wie Heinz Erhardt, Wolf-Rüdiger Marunde und Steffen Butz. 2002 wurde der Name „Fackelträger“ samt den Restbeständen an den Komet Verlag (Köln) verkauft. Ausgenommen waren die Bücher von Heinz Erhardt, die weiterhin beim Lappan Verlag blieben.
2003 feierte der Verlag mit neunzehn Mitarbeitern, 435 lieferbaren Titeln und ca. 70 Novitäten pro Jahr sein 20-jähriges Bestehen. In diesem Jahr beteiligte sich der Lappan Verlag an der 2003 neu gegründeten Achterbahn Verlag GmbH mit Sitz in Kiel. Drei Jahre später wurde Achterbahn komplett von Lappan übernommen und die GmbH mit der Lappan GmbH verschmolzen.
Im Jahr 2007 verkauften die Gesellschafter der Lappan GmbH ihre Anteile an den Verlag Carl Ueberreuter GmbH in Wien. Lappan wurde damit Teil der Verlagsgruppe Ueberreuter, die der Salzer Holding GmbH angehört.
Der Verlag startete 2009 mit „Fiese Bilder“ eine Reihe von Cartoonsamplern, die in Zusammenarbeit mit der Cartoonfabrik Köpenick anlässlich der „Cartoonair am Meer“, einer Freiluft-Cartoonausstellung unter Leitung von Wolfgang Kleinert im Ostseebad Prerow, entstanden.
2013 wurden die Verlage Ueberreuter und Annette Betz durch die Salzer Holding GmbH verkauft, und es kam zur Auflösung der Verlagsgruppe Ueberreuter. Der Lappan Verlag verblieb als einziger Verlag im Besitz der Salzer Holding GmbH in Wien. Eine Lösung auf Zeit, wie sich bereits ein Jahr später abzeichnete. Dieter Schwalm übernahm im Januar 2014 erneut die Geschäftsführung des Lappan Verlags.
Anfang Mai 2015 übernahm der Carlsen Verlag, Hamburg, den Lappan Verlag rückwirkend zum 1. Januar 2015 von der Salzer Holding GmbH. Verlagsstandort bleibt Oldenburg. Die Geschäftsführung bildeten Carlsen-Geschäftsführer Joachim Kaufmann und Dieter Schwalm, der auch weiterhin für das Programm verantwortlich zeichnete. Die Bücher der Carlsen-Cartoonisten Ralph Ruthe und Joscha Sauer erschienen, ebenso wie weitere Carlsen-Humortitel, ab Frühjahr 2016 unter dem Lappan-Label.
Am 15. Juli 2018 wurde Klaus-Thorsten Firnig, der vorher die Egmont Verlagsgesellschaften als Geschäftsführer lenkte, Verlagsleiter des Lappan Verlags. Die Programmleitung ging auf Nicola Heinrichs über, die stellvertretende Programmleitung übernahm Antje Haubner. Dieter Schwalm verabschiedete sich zum 30. November 2019 in den Ruhestand.
Bereits seit September 2019 verantwortete Antje Haubner kommissarisch das Programm des Lappan Verlages. Zum 1. Juli übernahm sie die Programmleitung offiziell.

## Zeichner und Autoren
Zum Lappan Verlag gehören rund 200 Zeichner und Autoren, u. a.:
- Jutta Bauer
- Harm Bengen
- Anthony Browne
- Peter Butschkow
- Steffen Butz
- Heinz Erhardt
- Miguel Fernandez
- Bernd Gieseking
- Gerhard Glück
- Mario Grasso
- Gerhard Haderer
- @kriegundfreitag
- Michael Holtschulte
- Eva Heller
- Phil Hubbe
- Oliver Kalkofe
- Hans Kantereit
- Kittihawk
- Johann König
- Stefan Lehnberg
- Marunde
- Til Mette
- Mordillo
- OL
- Michael Kernbach
- Martin Perscheid
- Rattelschneck
- Erich Rauschenbach
- Claude Serre
- Mona Sharma
- Matthias Sodtke
- Uli Stein
- Tetsche
- Bernd Kissel
- TOM
- Karsten Weyershausen
- Dietmar Wischmeyer